# René Millar Carvacho
René Millar Carvacho (n. en Rancagua, el 2 de agosto de 1945) es un historiador chileno, dedicado a los estudios coloniales, en particular la Inquisición y las prácticas religiosas en el Virreinato del Perú y en Chile, así como a los procesos políticos y económicos chilenos. 
Obtuvo el título de Profesor de Historia y Geografía en la Pontificia Universidad Católica de Chile (1973). Luego logró la Licenciatura en Historia en la misma universidad y el doctorado en Historia en la Universidad de Sevilla en 1981.
Comenzó estudiando la elección presidencial de 1920, que llevó al poder a Arturo Alessandri. En esa investigación, demostró la utilización de prácticas electorales tradicionales por parte de ambas candidaturas. También se detuvo en las demandas que levantaron los jóvenes militares en 1924. Su trabajo más intenso se ha volcado al análisis de la Inquisición en América, en particular el Virreinato del Perú, incluyendo las prácticas religiosas del período colonial que eran objeto de especial observación, como el Misticismo, en particular los Alumbrados.
Se ha desempeñado como académico en la Pontificia Universidad Católica de Chile. Es miembro de los comités editoriales de las revistas Historia, Boletín de la Academia Chilena de la Historia y la Revista Humanitas, además de participar en el Consejo Asesor de la afamada Revista de Indias. También pertenece a la Academia Chilena de la Historia.

## Libros
- La elección presidencial de 1920, Santiago, Editorial Universitaria, 1982 (212 pp)[3][4]

- Historia de la Bolsa de Comercio (1893-1930), Santiago, 1993 (768 pp). En colaboración con Juan Ricardo Couyoumdjian y Josefina Tocornal.

- Políticas y teorías monetarias en Chile. 1810-1925, Santiago, Ediciones de la Universidad Gabriela Mistral, 1994 (450 pp).

- La Inquisición de Lima (1697-1820), Madrid, Editorial Deimos, 1998 (520 pp).[5]

- Inquisición y sociedad en el virreinato peruano. Estudios sobre el Tribunal de la Inquisición de Lima, Santiago, Ediciones de la Universidad Católica y de la Universidad Católica del Perú, 1998 (480 pp).[6]

- Misticismo e Inquisición en el virreinato peruano, Santiago, Ediciones de la Universidad Católica de Chile, 2000 (252 pp).[7]

- La Inquisición de Lima. Signos de su decadencia, Santiago, LOM ediciones, Centro de Investigaciones Diego Barros Arana-DIBAM, 2004 (183 pp).[8][9]
- Mi actuación en las revoluciones de 1924 y 1925. Mariano Navarrete. 2004[10]

- Pasión de Servicio. Julio Philippi Izquierdo, Santiago, Ediciones Universidad Católica de Chile, 2005 (460 pp)[11]
- Millar Carvacho, René; Aránguiz Donoso, Horacio (2005). Los franciscanos en Chile: una historia de 450 años. Academia Chilena de la Historia. Consultado el 28 de agosto de 2016.[12]
- Camino a La Moneda: las elecciones presidenciales en la historia de Chile, 1920-2000[13]
- Santidad, falsa santidad y posesiones demoníacas en Perú y Chile: siglos XVI y XVII : estudios sobre mentalidad religiosa.[14]

## Artículos y capítulos de Libros
- “La controversia sobre el probabilismo entre los Obispos chilenos durante el reinado de Carlos III”. En Estudios sobre la época de Carlos III en el reino de Chile. Ediciones de la Universidad de Chile. Santiago, 1989.
- “El Obispo de Santiago Juan Bravo del Rivero. 1736-1743”. En colaboración con Paz Larraín. En Historia de los obispos de Chile, dirigida por Monseñor Carlos Oviedo Cavada. Ediciones de la Universidad Católica de Chile. Santiago, 1992, t. II.
- “El parlamentarismo chileno y su crisis. 1891-1924”. En Cambio de régimen político. Oscar Godoy Editor. Ediciones de la Universidad Católica de Chile. Santiago, 1992.
- “Aspectos del procedimiento inquisitorial desde la perspectiva del Tribunal de Lima. Siglos XVII y XVIII”. En Homenaje al profesor Alfonso García Gallo, Tomo III, vol.*, Editorial Complutense, Madrid, 1996.
- "La Inquisición de Lima y el delito de solicitación". En La Inquisición en Hispanoamérica, Ediciones Ciudad Argentina, Buenos Aires, 1997.
- "Un grupo milenarista en Santiago de Chile en la década del treinta" En Utopía,  mesianismo y milenarismo. Experiencias latinoamericanas. Lima, 2002, 23 pp.
- “La Inquisición de Lima. Rasgos de su identidad”. En L’Inquisizione. Atti del Simposio internazionale'. Città del Vaticano, 29-31 ottobre 1998. Città del Vaticano, 2003.
- “La vida en los claustros. Monjas y frailes. Disciplinas y devociones”, en colaboración con Carmen Gloria Duhart. En Historia de la vida privada en Chile. El Chile tradicional. De la conquista a 1840. Dirigida por Rafael Sagrado y Cristián Gazmuri. Editorial Taurus, Chile, 2005.
- “Santidad popular – Santidad no oficial. Un lego de la Recoleta Franciscana de Santiago en el siglo XVII”. En Los franciscanos en Chile: Una historia de 450 años. René Millar y Horacio Aránguiz, editores. Academia Chilena de la Historia, Instituto de Historia de la Universidad Católica y Orden Franciscana. Santiago, 2005.
- “La elección presidencial de 1920. La rebelión electoral del “Cielito lindo”. En Camino a la Moneda. Las elecciones presidenciales en Chile. 1920-2000. Alejando San Francisco y Ángel Soto editores. Centro de Estudios Bicentenario. Santiago, 2005.
Artículos de Revista:
- "El archivo del Santo Oficio de Lima y la documentación inquisitorial existente en Chile". En Revista de Inquisición, N.º 6, Universidad Complutense, Madrid, 1998.
- "La recepción de Lacunza en Chile". en Anuario de Historia de la Iglesia. Vol. XI, 2002. Universidad de Navarra. España. 12 páginas.
- "Entre histoire et mémoire. L'Inquisition à l'époque moderne: dix ans d'historiographie", en colaboración con Jean-Pierre Dedieu. Publicado en Annales. Histoire, Sciences Sociales. 57e année-n° 2. Mars-avril 2002. Paris.
- "Aspectos de la religiosidad porteña. Valparaíso 1830-1930", en Historia, N° 33. Universidad Católica de Chile. Santiago, 2000, 69 p.
- "Rosa de Santa María (1586-1617). Génesis de su santidad y primera hagiografía", en Historia N° 36. Universidad Católica de Chile. Santiago, 2003, 18 p.
- "Entre ángeles y demonios. María Pizarro y la Inquisición de Lima 1550-1573", en Historia, N.º 40, vol. II. Universidad Católica de Chile,
2007, 38 p.